# Belgisch kampioenschap wielrennen voor heren elite met contract

De Belgische kampioenentrui

Het Belgisch kampioenschap wielrennen voor Elite met contract is een jaarlijkse wielerwedstrijd in België voor renners met Belgische nationaliteit en lid van een professioneel wielerteam. Er wordt gereden voor de nationale titel.
Dit kampioenschap op de weg werd voor het eerst in 1894 gehouden en toen gewonnen door Léon Houa. Tot 1995 was deze wedstrijd bekend als het Belgisch kampioenschap voor Beroepsrenners, daarna kreeg het de huidige benaming. De naam Elite met contract wordt gebruikt om zo het verschil met de Elite zonder contract of Elite 2 duidelijk te maken. Tijdens de oorlogsjaren 1940-43 werd door een reorganisatie van de categorieën door de Koninklijke Belgische Wielrijdersbond (KBWB) deze wedstrijd tijdelijk het kampioenschap voor Profs A, in 1943 zelfs kampioenschap voor Seniors.
De meeste zeges op het Belgisch wielerkampioenschap op de weg zijn behaald door Tom Steels (viermaal), gevolgd door Rik Van Steenbergen en Stijn Devolder (driemaal). De huidige Belgisch kampioen bij de elite is Tim Wellens.

## Erelijst
| Jaar | Plaats                  | Winnaar                   | 2de                                       | 3de                          |
| 2030 | Binche                  |                           |                                           |                              |
| 2029 | Huldenberg              |                           |                                           |                              |
| 2028 | Waregem                 |                           |                                           |                              |
| 2027 | Putte                   |                           |                                           |                              |
| 2026 | Brasschaat              |                           |                                           |                              |
| 2025 | Binche                  | Tim Wellens               | Remco Evenepoel                           | Jasper Philipsen             |
| 2024 | Zottegem                | Arnaud De Lie             | Jasper Philipsen                          | Jordi Meeus                  |
| 2023 | Izegem                  | Remco Evenepoel           | Alec Segaert                              | Jasper Stuyven               |
| 2022 | Middelkerke             | Tim Merlier               | Jordi Meeus                               | Jasper Philipsen             |
| 2021 | Waregem                 | Wout van Aert             | Edward Theuns                             | Remco Evenepoel              |
| 2020 | Anzegem                 | Dries De Bondt            | Iljo Keisse                               | Pieter Serry                 |
| 2019 | Gent                    | Tim Merlier               | Timothy Dupont                            | Wout van Aert                |
| 2018 | Binche                  | Yves Lampaert             | Philippe Gilbert                          | Jasper Stuyven               |
| 2017 | Antwerpen               | Oliver Naesen             | Sep Vanmarcke                             | Jasper Stuyven               |
| 2016 | Lacs de l' Eau d'Heure  | Philippe Gilbert          | Tim Wellens                               | Greg Van Avermaet            |
| 2015 | Tervuren                | Preben Van Hecke          | Jürgen Roelandts                          | Greg Van Avermaet            |
| 2014 | Wielsbeke               | Jens Debusschere          | Roy Jans                                  | Tom Boonen                   |
| 2013 | La Roche-en-Ardenne     | Stijn Devolder            | Gianni Meersman                           | Jan Bakelants                |
| 2012 | Geel                    | Tom Boonen                | Kristof Goddaert                          | Sven Vandousselaere          |
| 2011 | Hooglede                | Philippe Gilbert          | Gianni Meersman                           | Jelle Wallays                |
| 2010 | Leuven                  | Stijn Devolder            | Philippe Gilbert                          | Frederik Veuchelen           |
| 2009 | Aywaille                | Tom Boonen                | Philippe Gilbert                          | Kristof Goddaert             |
| 2008 | Knokke-Heist            | Jürgen Roelandts          | Sven Vanthourenhout                       | Niko Eeckhout                |
| 2007 | Ronse                   | Stijn Devolder            | Tom Boonen                                | Philippe Gilbert             |
| 2006 | Antwerpen               | Niko Eeckhout             | Philippe Gilbert                          | Tom Boonen                   |
| 2005 | Libin - Saint-Hubert    | Serge Baguet              | Kevin Van Impe                            | Nico Sijmens                 |
| 2004 | Tessenderlo             | Tom Steels                | Geert Omloop                              | Geert Verheyen               |
| 2003 | Vilvoorde               | Geert Omloop              | Jurgen Van Goolen                         | Sven Vanthourenhout          |
| 2002 | Maldegem                | Tom Steels                | Ludovic Capelle                           | Gert Vanderaerden            |
| 2001 | Halle                   | Ludovic Capelle           | Fabien De Waele                           | Michel Vanhaecke             |
| 2000 | Rochefort               | Axel Merckx               | Frank Vandenbroucke                       | Rik Verbrugghe               |
| 1999 | Geraardsbergen          | Ludo Dierckxsens          | Michel Vanhaecke                          | Axel Merckx                  |
| 1998 | Knokke-Heist            | Tom Steels                | Carlo Bomans                              | Peter Van Petegem            |
| 1997 | Beersel                 | Tom Steels                | Ludo Dierckxsens                          | Kurt Van De Wouwer           |
| 1996 | Chapelle-lez-Herlaimont | Johan Museeuw             | Geert Van Bondt                           | Johan Bruyneel               |
| 1995 | Geel                    | Wilfried Nelissen         | Tom Steels                                | Johan Museeuw                |
| 1994 | Liedekerke              | Wilfried Nelissen         | Michel Vanhaecke                          | Peter Verbeken               |
| 1993 | Halanzy                 | Alain Van Den Bossche     | Guy Nulens                                | Carlo Bomans                 |
| 1992 | Peer                    | Johan Museeuw             | Johan Capiot                              | Johan Devos                  |
| 1991 | Ronse                   | Benjamin Van Itterbeeck   | Jim Van De Laer                           | Wilfried Peeters             |
| 1990 | Soumagne                | Claude Criquielion        | Edwig Van Hooydonck                       | Frank Van Den Abeele         |
| 1989 | Waregem                 | Carlo Bomans              | Eddy Planckaert                           | Fons De Wolf                 |
| 1988 | Doornik                 | Etienne De Wilde          | Herman Frison                             | Jean-Philippe Vandenbrande   |
| 1987 | Sint-Katelijne-Waver    | Ferdi Van Den Haute       | Jean-Pierre Heynderickx                   | Herman Frison                |
| 1986 | Merchtem                | Marc Sergeant             | Hendrik Devos                             | Etienne De Wilde             |
| 1985 | Halanzy                 | Paul Haghedooren          | Claude Criquielion                        | Rudy Dhaenens                |
| 1984 | Hoeselt                 | Eric Vanderaerden         | Eddy Planckaert                           | Frank Hoste                  |
| 1983 | Ronse                   | Lucien Van Impe           | Marc Sergeant                             | Michel Dernies               |
| 1982 | Tertre                  | Frank Hoste               | Eddy Vanhaerens                           | Fons De Wolf                 |
| 1981 | Putte                   | Roger De Vlaeminck        | Géry Verlinden                            | Benjamin Vermeulen           |
| 1980 | Koekelare               | Jos Jacobs                | Dirk Heirweg                              | Eddy Schepers                |
| 1979 | Neder-Over-Heembeek     | Géry Verlinden            | Eddy Schepers                             | Marc Renier                  |
| 1978 | Vielsalm                | Michel Pollentier         | Willy Teirlinck                           | Marcel Laurens               |
| 1977 | Yvoir                   | Michel Pollentier         | Joseph Bruyère                            | Paul Wellens                 |
| 1976 | Beringen - Dilsen       | Freddy Maertens           | Jean-Luc Vandenbroucke                    | Willy Teirlinck              |
| 1975 | Mettet                  | Willy Teirlinck           | Walter Planckaert                         | Eddy Merckx                  |
| 1974 | Bornem                  | Roger Swerts              | Ludo Van Staeyen                          | Johan De Muynck              |
| 1973 | Soumagne                | Frans Verbeeck            | Eddy Merckx                               | Willy Planckaert             |
| 1972 | Bornem                  | Walter Godefroot          | Eddy Merckx                               | Albert Van Vlierberghe       |
| 1971 | Martelange              | Herman Vanspringel        | Jos Spruyt                                | Willy Van Neste              |
| 1970 | Yvoir                   | Eddy Merckx               | Herman Vanspringel                        | Jean-Pierre Monseré          |
| 1969 | Mettet                  | Roger De Vlaeminck        | Walter Godefroot                          | Alfons De Bal                |
| 1968 | Mettet                  | Julien Stevens            | Ferdinand Bracke                          | Guido Reybrouck              |
| 1967 | Mettet                  | Jos Boons                 | Willy In 't Ven                           | Emile Bodart                 |
| 1966 | Waregem                 | Guido Reybrouck           | Robert Lelangue                           | Jos Huysmans                 |
| 1965 | Vilvoorde               | Walter Godefroot          | Eddy Merckx                               | Arthur Decabooter            |
| 1964 | Vielsalm                | Ward Sels                 | Willy Bocklant                            | Frans Melckenbeeck           |
| 1963 | Zolder                  | Rik Van Looy              | Louis Proost                              | Frans Aerenhouts             |
| 1962 | Namen                   | Jef Planckaert            | Guillaume Van Tongerloo                   | Emile Daems                  |
| 1961 | Ertvelde                | Michel Van Aerde          | Arnould Flécy                             | Jos Hoevenaars               |
| 1960 | Wanfercée-Baulet        | Frans De Mulder           | Willy Vannitsen                           | Arthur Decabooter            |
| 1959 | Herentals               | Piet Oellibrandt          | Jean Adriaensens                          | Daniel Denys                 |
| 1958 | Housse                  | Rik Van Looy              | Jef Planckaert                            | Frans Aerenhouts             |
| 1957 | Kortrijk                | André Vlayen              | Roger Verplaetse                          | Karel Clerckx                |
| 1956 | Tienen-Aarschot         | André Vlayen              | Frans Schoubben                           | Karel Clerckx                |
| 1955 | Marche-en-Famenne       | Emiel Van Cauter          | Germain Derycke                           | Jan Storms                   |
| 1954 | Heusden                 | Rik Van Steenbergen       | Roger Decock                              | René Desmet                  |
| 1953 | Namen                   | Alois Van Steenkiste      | Florent Rondelé                           | Stan Ockers                  |
| 1952 | Deinze                  | Jef Schils                | Robert Vanderstockt                       | Marcel De Mulder             |
| 1951 | Quaregnon               | Lode Anthonis             | Ward Peeters                              | Emmanuel Thoma               |
| 1950 | Westerlo                | Albert Ramon              | Briek Schotte                             | Valère Ollivier              |
| 1949 | Hannuit                 | Valère Ollivier           | Raymond Impanis                           | Prosper Depredomme           |
| 1948 | Moorslede               | Achiel Buysse             | Briek Schotte                             | Ernest Sterckx               |
| 1947 | Brussel                 | Emile Masson              | Jacques Geus                              | Maurice Meersman             |
| 1946 | Brussel                 | Emile Masson              | Briek Schotte                             | Maurice Van Herzele          |
| 1945 | Brussel                 | Rik Van Steenbergen       | Odiel Van Den Meersschaut                 | Jean Bogaerts                |
| 1944 | niet gereden            | niet gereden              | niet gereden                              | niet gereden                 |
| 1943 | Brussel                 | Rik Van Steenbergen       | Georges Claes                             | Robert Van Eenaeme           |
| 1942 | Brussel                 | André Maelbrancke         | Albert Sercu                              | Lucien Vlaemynck             |
| 1941 | Namen                   | André Defoort             | Gustaaf Van Overloop                      | Achiel De Backer             |
| 1940 | Wilrijk                 | Odiel Van Den Meersschaut | André Maelbrancke                         | Gustaaf Van Overloop         |
| 1939 | Luik                    | Marcel Kint               | Albertin Disseaux Roger Van Den Driessche | Cyriel Van Overberghe        |
| 1938 | Francorchamps           | Petrus Van Teemsche       | Hubert Deltour                            | Marcel Kint                  |
| 1937 | Brugge                  | Karel Kaers               | Maurice Raes                              | Adelin Van Simaeys           |
| 1936 | Brasschaat              | Jean Aerts                | Louis Hardiquest                          | Michel D'Hooghe              |
| 1935 | Floreffe                | Gustave Danneels          | Jef Demuysere                             | Félicien Vervaecke           |
| 1934 | Francorchamps           | Louis Roels               | Emile Bruneau                             | Jozef Vanderhaegen           |
| 1933 | Brasschaat              | Louis Duerloo             | Jozef Vanderhaegen                        | Constant Huys                |
| 1932 | Terhulpen               | Georges Lemaire           | Gustaaf Van Slembrouck                    | Michel Van Vlockhoven        |
| 1931 | Terhulpen               | Alfons Schepers           | Émile Joly                                | Gustaaf Van Slembrouck       |
| 1930 | Brasschaat              | Joseph Wauters            | Jozef Devries                             | Alfred Hamerlinck            |
| 1929 | Brasschaat              | Joseph Wauters            | Georges Ronsse                            | Alfred Hamerlinck            |
| 1928 | Brasschaat              | Jef Dervaes               | Félix Sellier                             | Raymond De Corte             |
| 1927 | Brasschaat              | August Mortelmans         | Julien Delbecque                          | Leopold Matton               |
| 1926 | Brasschaat              | Félix Sellier             | Julien Delbecque                          | Maurice Depauw               |
| 1925 | [ 2 ]                   | Gerard Debaets            | Auguste Verdyck                           | Denis Verschueren            |
| 1924 | [ 2 ]                   | René Vermandel            | Félix Sellier                             | Denis Verschueren            |
| 1923 | [ 2 ]                   | Félix Sellier             | Maurice De Waele                          | René Vermandel               |
| 1922 | Spa                     | René Vermandel            | Philippe Thys                             | Félix Sellier                |
| 1921 | Terhulpen               | Jules Vanhevel            | René Vermandel                            | Louis Mottiat                |
| 1920 | Terhulpen               | Jules Vanhevel            | Louis Mottiat                             | René Vermandel               |
| 1919 | Terhulpen               | Jean Rossius              | Joseph Van Daele                          | Louis Mottiat                |
| 1918 | niet gereden            | niet gereden              | niet gereden                              | niet gereden                 |
| 1917 | niet gereden            | niet gereden              | niet gereden                              | niet gereden                 |
| 1916 | niet gereden            | niet gereden              | niet gereden                              | niet gereden                 |
| 1915 | niet gereden            | niet gereden              | niet gereden                              | niet gereden                 |
| 1914 | Dinant                  | Victor Dethier            | Joseph Van Daele                          | Louis Mottiat                |
| 1913 | Philippeville           | Joseph Van Daele          | Jan Van Ingelghem                         | Jean Rossius                 |
| 1912 | [ 2 ]                   | Omer Verschoore           | Félicien Salmon                           | Henri Devroye                |
| 1911 | Bastenaken              | Odiel Defraeye            | Jules Masselis                            | Cyrille Van Hauwaert         |
| 1910 | Tervuren                | Henri Hanlet              | Michel Debaets                            | Marcel Buysse                |
| 1909 | Keumiée                 | Cyrille Van Hauwaert      | Dieudonné Jamar                           | Alfons Spiessens             |
| 1908 | Keumiée                 | François Verstraeten      | Cyrille Van Hauwaert                      | Eugène Platteau              |
| 1907 | Keumiée                 | François Verstraeten      | Kamiel Haeck                              | Robert Wancour               |
| 1906 | niet gereden            | niet gereden              | niet gereden                              | niet gereden                 |
| 1905 | Jemeppe-sur-Meuse       | Dieudonné Jamar           | Henri Devroye                             | Joseph Achten                |
| 1904 | Brussel                 | Jules Sales               | Arthur Vanderstuyft                       | Théodore Sales               |
| 1903 | Brussel                 | Arthur Vanderstuyft       | Julien Lootens                            | François D'Haen Pierre Cnops |
| 1902 | Putte                   | Jules Defrance            |                                           |                              |
| 1901 | Putte                   | Paul Burger               | Van Horebeke                              | Arthur Vanderstuyft          |
| 1900 | Hoei                    | Mathieu Quoidbach         | Hubert Meura                              | Willot                       |
| 1899 | Ieper                   | Gustaaf Degeetere         | Alphons Seys                              | Frits Vanderstuyft           |
| 1898 | Châtelet                | Henri Bertrand            | Maurice Virlée                            | Georges Luyten               |
| 1897 | Rochefort               | Henri Bertrand            | Maurice Virlée                            | Jozef Berckmans              |
| 1896 | Smeermaas - Maaseik     | Henri Luyten              | Georges Van Oolen                         | Henri Marnette               |
| 1895 | Smeermaas - Maaseik     | Henri Luyten              | Jean Walrant René Nulens                  |                              |
| 1894 | Smeermaas - Maaseik     | Léon Houa                 | T. Schmidt                                | Léon Chisogne                |

## Meervoudige winnaars
Renners in het cursief gedrukt zijn renners die nu nog actief zijn.
| Overwinningen | Renner               | Jaren                     |
| ------------- | -------------------- | ------------------------- |
| 4             | Tom Steels           | 1997 + 1998 + 2002 + 2004 |
| 3             | Rik Van Steenbergen  | 1943 + 1945 + 1954        |
| 3             | Stijn Devolder       | 2007 + 2010 + 2013        |
| 2             | Henri Luyten         | 1895 + 1896               |
| 2             | Henri Bertrand       | 1897 + 1898               |
| 2             | François Verstraeten | 1907 + 1908               |
| 2             | Jules Vanhevel       | 1920 + 1921               |
| 2             | René Vermandel       | 1922 + 1924               |
| 2             | Félix Sellier        | 1923 + 1926               |
| 2             | Joseph Wauters       | 1929 + 1930               |
| 2             | Emile Masson         | 1946 + 1947               |
| 2             | André Vlayen         | 1956 + 1957               |
| 2             | Rik Van Looy         | 1958 + 1963               |
| 2             | Walter Godefroot     | 1965 + 1972               |
| 2             | Roger De Vlaeminck   | 1969 + 1981               |
| 2             | Michel Pollentier    | 1977 + 1978               |
| 2             | Johan Museeuw        | 1992 + 1996               |
| 2             | Wilfried Nelissen    | 1994 + 1995               |
| 2             | Tom Boonen           | 2009 + 2012               |
| 2             | Philippe Gilbert     | 2011 + 2016               |
| 2             | Tim Merlier          | 2019 + 2022               |